# Castillo de Albalate de Tajuña
El castillo de Albalate de Tajuña o atalaya de Albalate es una fortificación en ruinas que se encuentra en el término municipal de Luzaga (Guadalajara, España), sobre un meandro del río Tajuña, en el lugar donde antaño se situaba la aldea que le da nombre. Su estratégica posición controlaba el paso que discurre paralelo al Tajuña entre Luzaga y Cortes de Tajuña.
Consta de una torre de pequeño tamaño de planta rectangular que podía medir en torno a los 25 m² de superficie y dos pisos de alto. Alrededor de la torre se levantaba un muro o barbacana para la protección de la torre. Tras su derrumbe parcial en la primavera de 1936 sólo quedan en pie tres paredes de un torreón, la sur y la parte que se apoya en esta de la este y oeste, aunque se pueden apreciar restos de los cimientos del recinto en las verticales paredes del cerro en el que se sitúa.